# Erythronium umbilicatum
Erythronium umbilicatum är en liljeväxtart som beskrevs av C.R.Parks och Hardin. Erythronium umbilicatum ingår i Hundtandsliljesläktet och i familjen liljeväxter.

## Underarter
Arten delas in i följande underarter:
- E. u. monostolum
- E. u. umbilicatum

## Bildgalleri

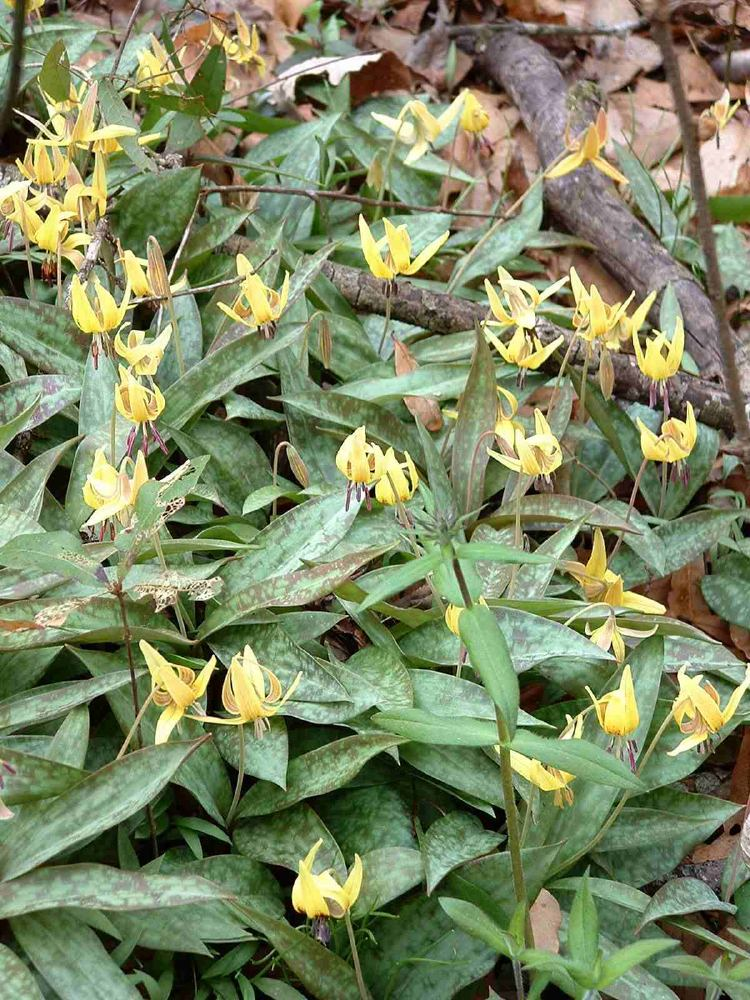